# Marek Mendyk
Marek Mendyk (* 18. března 1961, Głuszyca, Polsko) je polský teolog a římskokatolický církevní představitel, od roku 2020 sídelní biskup svídnický.

## Život
Po absolvování střední školy studoval v letech 1981–1987 ve Vyšším metropolitním semináři ve Vratislavi a zároveň na Papežské teologické fakultě ve Vratislavi. Po přijetí kněžského svěcení v roce 1987 pro arcidiecézi vratislavskou studoval katechetiku na Katolické univerzitě v Lublinu, kde v roce 1995 získal doktorát z teologických nauk. Roku 2002 byl inkardinován do nově vytvořené lehnické diecéze, stal se prelátem a v letech 2002–2006 byl ředitelem Diecézního vzdělávacího centra. 

## Biskupská služba
Papež Benedikt XVI. jej dne jmenoval pomocným biskupem diecéze lehnické a titulárním biskupem v Rusuccuru. Biskupské svěcení přijal dne 31. ledna 2009 v lehnické katedrále. 

### Biskupem svídnickým
31. března 2020 ho papež František jmenoval svídnickým. Své diecéze se ujal 23. dubna 2020, ale slavnostní vstup do katedrály se odehrál z důvodů pandemie Covid-19 až 12. září 2020. Dne 14. června 2025 byl při investituře ve Svídnici přijat za rytíře Řádu Božího hrobu v hodnosti komtur s hvězdou.